# 古城山城
古城山城（こじょうやまじょう）は、広島県三次市和知町にあった日本の城（山城）。国広山にある築城年代の異なる4つの城群の1つ。

## 概要
現在は城跡を中国縦貫自動車道が通っている。また、その南に土居跡があり、鎌倉幕府から下ってきた地頭・広沢与三実高（後、地名の和智氏を名乗る）の住居跡と推測されているが、未調査のためはっきりしない。
この付近に和智邸があったと仮定すると、1302年（正安4年/乾元元年）冬、後深草院二条が厳島神社詣での帰途、和智邸及び江田邸に立ち寄ったことが日記『とはずがたり』に書かれている。
和智氏は、室町時代初期の応安年間（1368-1375年）に広島県三次市吉舎町の備後・平松山城、更に南天山城へ移ったとされる。